# Suishō
Suishō (帥升|cca. 107) bio je kralj zemlje Wa u današnjem Japanu, poznat kao prvi Japanac čije se ime spominje u kineskim povijesnim zapisima. To se odnosi na jedan jedini zapis, odnosno rečenicu u 85. tomu Knjige Kasnije Hana koja navodi kako je za u prvoj godini ere Yonghu (107.)  Suishō, kralj Wa, donio 160 生口 (robova?) caru i dobio audijenciju.

## Notes
1. ↑  魏志倭人伝・後漢書倭伝・宋書倭国伝・隋書倭国伝 edited by Kiyoshi Wada and Michihiro Ishihara, Iwanami Bunko, 1951, p. 58

## Vanjske poveznice
- Tom 85 Knjige Kasnijeg Hana  Arhivirana inačica izvorne stranice od 31. ožujka 2010. (Wayback Machine)